# Llista d'Esglésies del Baix Llobregat anteriors al 1300
Llista d'Esglésies del Baix Llobregat anteriors al 1300:
- Abrera:
  - Sant Pere d'Abrera
  - Sant Hilari
  - Sant Pere de Voltrera
- Begues:
  - Sant Cristòfol
- Castelldefels:
  - Santa Maria de Castelldefels
- Castellví de Rosanes:
  - Sant Jaume de Castellví de Rosanes
  - Sant Miquel de Castellví de Rosanes
  - Santa Maria dels Àngels
- Cervelló:
  - Capella del castell de Cervelló
  - Sant Esteve de Cervelló
  - Sant Ponç de Corbera
  - Sant Joan del Pla (o de l'Erm de la Palma)
  - Santa Maria i Sant Brici de la Palma
- Collbató:
  - Sant Corneli de Collbató
  - Sant Miquel de Montserrat
  - Santa Margarida de les Amenolelles
- Corbera de Llobregat:
  - Santa Maria de Corbera
  - Sant Cristòfol de Corbera
  - Sant Martí de Corbera
  - Santa Magdalena del castell de Corbera
- Cornellà de Llobregat:
  - Santa Maria de Cornellà
- Esparreguera:
  - Santa Maria del Puig
  - Santa Margarida del Cairat (o Saplanca)
  - Sant Salvador de les Espases
  - Santa Coloma de Gorgonçana
- Esplugues de Llobregat:
  - Santa Maria d'Esplugues
  - Sant Jaume de Picalquers
- Gavà:
  - Sant Pere de Gavà
  - Sant Miquel d'Eramprunyà
  - Capella de Bruguers Vell
  - Santa Maria de Bruguers
- Martorell:
  - Santa Maria de Martorell
  - Sant Bartomeu
  - Sant Genís de Rocafort
  - Santa Margarida de Martorell
  - Sant Joan de l'Hospital
- Molins de Rei:
  - Sant Miquel de Molins de Rei
  - Sant Pere de Romaní
  - Sant Marçal
  - Sant Bartomeu de la Quadra
- Olesa de Montserrat:
  - Santa Maria d'Olesa de Montserrat
  - Sant Pere Sacama
- Pallejà:
  - Santa Eulàlia de Pallejà
- El Papiol:
  - Santa Eulàlia de Madrona
- El Prat de Llobregat:
  - Sant Pau del Prat
- Sant Andreu de la Barca:
  - Sant Andreu de la Barca
  - Santa Madrona del Palau
- Sant Boi de Llobregat:
  - Sant Baldiri de Llobregat
  - Sant Miquel de Benviure
  - Sant Pere
- Sant Climent de Llobregat:
  - Església parroquial de Sant Climent
  - Sant Esteve Sesrovires:
- Sant Esteve Sesrovires
- Sant Feliu de Llobregat:
  - Sant Feliu
  - Sant Llorenç
- Sant Joan Despí:
  - Sant Joan Baptista
  - Santa Maria del Bon Viatge
  - Santa Oliva
  - Sant Martí de l'Erm
- Sant Just Desvern:
  - Sant Just Desvern
  - Sant Joan de l'Erm
- Sant Vicenç dels Horts:
  - Església Parroquial de Sant Vicenç
- Santa Coloma de Cervelló:
  - Església parroquial de Santa Coloma de Cervelló
  - Sant Antoni de Castellnou de Cervelló
- Torrelles de Llobregat:
  - Església parroquial de Sant Martí de Torrelles
- Vallirana:
  - Sant Mateu de Vallirana
  - Santa Leda
- Viladecans:
  - Sant Joan de Viladecans
  - Santa Maria de Sales